# Valles de Pego
Valles de Pego (en valenciano Les Valls de Pego) era una subcomarca situada en la provincia de Alicante, en la comarca de la Marina Alta, y está formada por los pueblos alrededor de Pego (Alicante), que a su vez es la capital administrativa de esta subcomarca. Además, algunos pueblos de la zona han formado una mancomunidad a nivel turístico y social. También recibe este nombre el arciprestazgo católico con sede en la Parroquia de la Asunción de Pego, en la diócesis de Valencia.

## Municipios
| Municipio           | Población | Superficie | Densidad |
| ------------------- | --------- | ---------- | -------- |
| Pego                | 10.878    | 52,9       | 205,63   |
| Orba                | 2.503     | 17,3       | 144,68   |
| Parcent             | 1.061     | 11,8       | 89,91    |
| Vall de Laguart     | 937       | 23,1       | 40,56    |
| Vall de Gallinera   | 672       | 53,6       | 12,53    |
| Adsubia             | 668       | 14,7       | 45,44    |
| Ráfol de Almunia    | 635       | 4,9        | 129,59   |
| Murla               | 574       | 5,8        | 98,96    |
| Benichembla         | 570       | 18,5       | 30,81    |
| Castell de Castells | 517       | 45,9       | 11,26    |
| Sagra               | 457       | 5,6        | 81,60    |
| Tormos              | 339       | 5,4        | 62,77    |
| Valle de Ebo        | 297       | 32,4       | 9,16     |
| Valle de Alcalá     | 191       | 22,9       | 8,34     |

## Pueblos integrantes

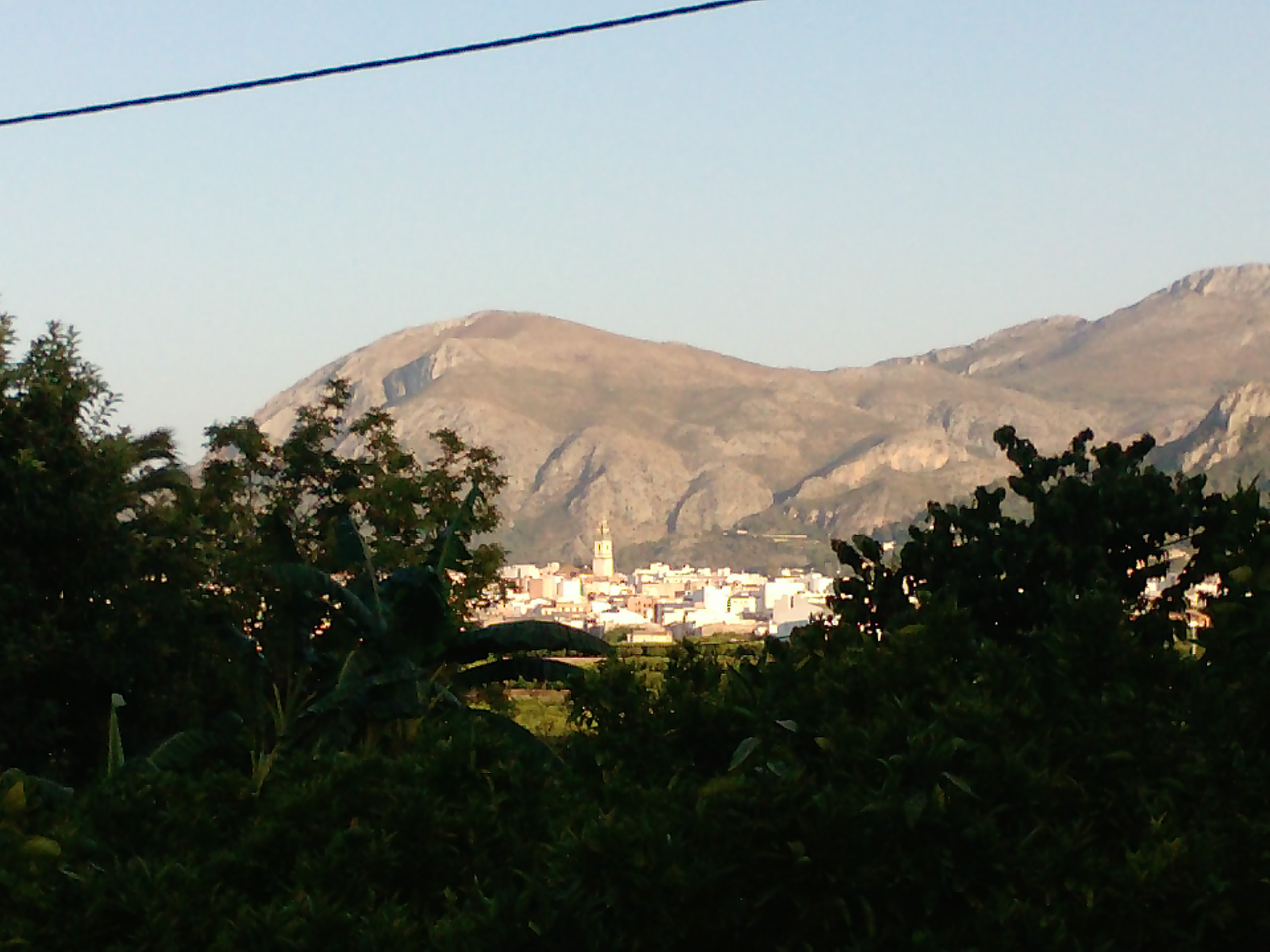
Pego, capital administrativa de la subcomarca.

Los pueblos que forman la subcomarca son Pego, Adsubia, Vall de Gallinera, Valle de Alcalá, Vall de Ebo, Castell de Castells, Benichembla, Murla, Orba, Ráfol de Almunia, Sagra, Tormos y Vall de Laguart, aunque a nivel de mancomunidad, no todos los pueblos forman parte del mismo.

## Geografía e Historia
Los Valles de Pego es una subcomarca de La Marina Alta, al norte de la provincia de Alicante. Aunque, en la última división administrativa no se tiene en cuenta como comarca, sí se consideró como tal en la división de Emili Beüt en 1934 y en la nueva versión de 1971. Además, en la Cámara Agraria Municipal de Pego tiene su sede la Generalidad Valenciana, con lo que tiene el requisito para ser capital administrativa (contar con instituciones de la Generalitat).

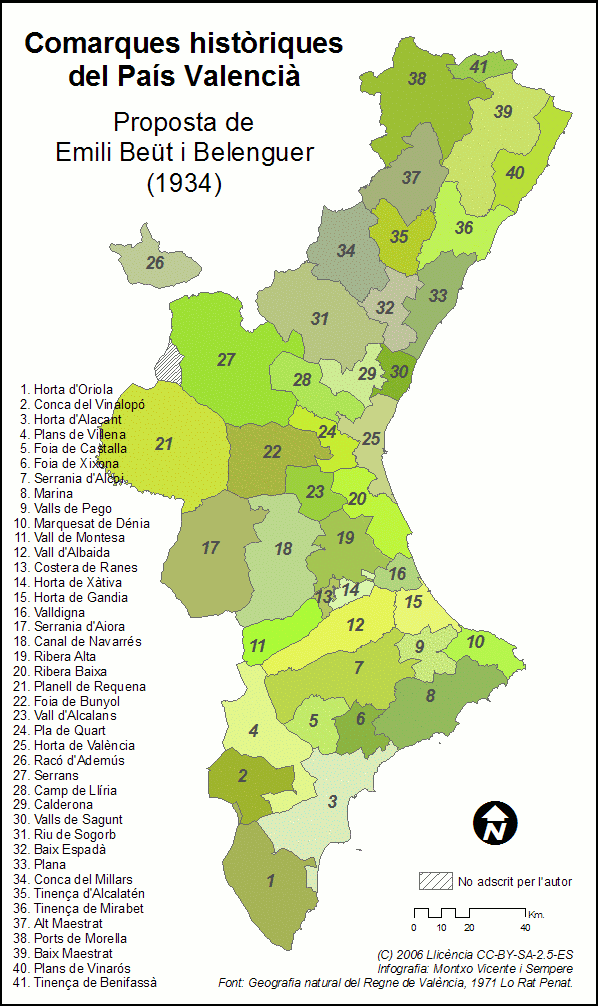
En el mapa de Emili Beüt Los Valles de Pego aparece con el número 9.

Tiene una orografía montañosa, de interior, sin salida al mar excepto por la marjal de Pego. Hay importantes formaciones montañosas, como la Sierra de Bernia o la de Mostalla. De especial importancia es la marjal de Pego-Oliva, marismas interiores.
En la comarca destacan algunos cursos de agua como los ríos Bullent, Racons y el barranco de Gallinera.

## Economía y Actividad
Los Valles de Pego han sido durante la gran parte de su historia, una comarca dedicada principalmente a las actividades agrícolas. Desde hace poco, con el auge del turismo de interior, y con el surgimiento de numerosas casas rurales, se están dedicando también al sector terciario, con centro en Pego, y potenciado por la mancomunidad de turismo de Pego y los Valles.

## Lengua
La comarca se encuentra ubicada dentro del predominio lingüístico oficial del valenciano.